# 蔡雨軒
蔡雨軒，出生於中華民國台北市，畢業於國立台灣藝術大學戲劇系，曾以平面模特兒及活動主持人的身分出身，後來意外於2016年接觸賽車後，先從卡丁車開始賽車運動。

## 參賽成績
- 2017年　中華賽車會全國房車錦標賽 分組第二名[1]
- 2018年　中華賽車會NTCC全國房車錦標賽 2.0組第二名[2]
- 2019年　參加中國珠海賽車場賽道英雄700公里耐力賽，與湖南秩序車隊車手共同組隊，最後以C組第五名完賽，是唯一上台領獎的台灣車手。[3]